# Église Saint-Boniface de Pittsburgh
L'église Saint-Boniface est une église catholique de style romano-byzantin située aux États-Unis à Pittsburgh (Pennsylvanie). Construite par des immigrés allemands, elle est dédiée à saint Boniface, apôtre des Germains.
Cette paroisse catholique a été fondée en 1884 par des immigrés germanophones. L'église actuelle (l'ancienne étant devenue trop petite) est bâtie au 2208 East Street en 1925 et 1926. Elle est inscrite à la liste du Registre national des lieux historiques de Pennsylvanie en 1981. 
Elle comporte une nef à deux bas-côtés et un dôme en pendentif à la byzantine. L'intérieur est recouvert de carreaux formant des arcs, selon le procédé de Rafael Guastavino. L'extérieur est recouvert de blocs de pierres calcaires dont certaines sont travaillées.
Aujourd'hui l'église est utilisée par la paroisse de la Sainte-Sagesse (Holy Wisdom Parish), union forgée en 1994 entre la paroisse Saint-Ambroise (St. Ambrose Parish) de Spring Hill et celle de Saint-Boniface, à cause de la baisse de la fréquentation des fidèles. L'église accueille aussi la Holy Wisdom Latin Mass Community (Communauté de la Sainte-Sagesse de la messe en latin) qui célèbre dans le forme extraordinaire (c'est-à-dire autorisée par le motu proprio Summorum Pontificum), avec la permission du diocèse de Pittsburgh.

## Source
- (en) Cet article est partiellement ou en totalité issu de l’article de Wikipédia en anglais intitulé « St. Boniface Roman Catholic Church (Pittsburgh, Pennsylvania) » (voir la liste des auteurs).